# کلودیو گورا
کلودیو گورا (ایتالیایی: Claudio Gora؛ ۲۷ ژوئیه ۱۹۱۳ – ۱۳ مارس ۱۹۹۸) کارگردان، بازیگر و فیلم‌نامه‌نویس اهل ایتالیا بود.
اوبه ویژه یک بازیگر پرکار بود که تقریباً ۱۵۵ بازی و اجرا در سینما و تلویزیون در بیش از نزدیک به ۶۰ سال در سالهای ۱۹۳۹–۱۹۹۷ داشت. در دهه ۱۹۵۰ او حضور کم رنگی در کارگردانی و نویسندگی داشت و فیلم سه بیگانه در رم محصول ۱۹۵۸ را که اتفاقا کلودیو کاردیناله در آن نقش برجسته‌ای داشت کارگردانی کرد. او همچنین در آدوا و دوستان که آنتونیو پیترآنجلی آن را کارگردانی کرده بود، بازی کرد.
از فیلم‌هایی که وی در آن نقش داشته‌است، می‌توان به پزشک بیمه سلامت، جنبه خوب پائولینا، دام عشق، سه بیگانه در رم، حقایق قتل، جنایت بی‌نقص، مرتکب اعمال ناپاک نشو، عمر مختار، همسرم، الهه عشق، ده فرمان، زن کولی، فرانک بدجنس و تونی بی‌مخ، والری، ظاهر و باطن، اقدام بی‌سروصدا، نغمه‌های جاویدان، عاشقم باش، آلفردو!، زن یکشنبه، روسینی! روسینی! و پشت درهای بسته اشاره کرد.